# Casa Artigas
La Casa Artigas és una obra noucentista de Barcelona inclosa a l'Inventari del Patrimoni Arquitectònic de Catalunya.

## Descripció
La Casa Artigas està ubicada a la part alta del districte de les Corts, al costat nord-est del monestir de Pedralbes, amb façanes al carrer Montevideo i a la plaça del Monestir. Es tracta d'una casa unifamiliar aïllada, amb l'accés principal pel carrer Montevideo i un altre secundari, a través del jardí des de la plaça, format per planta baixa, una planta pis i una torratxa, amb diferents cossos i volums.
La façana principal, està majoritàriament revestida amb estuc amb un esgrafiat que imita un carreuat, però hi ha amb un sector amb pedra vista. S'hi combinen les obertures de llinda plana amb les d'arc trilobulat, emmarcades en pedra. L'accés es realitza per una porxada emplaçada en una de les cantonades de l'immoble presidida per una columna de fust de secció circular amb un escut heràldic al damunt. Aquest porxo disposa d'una barana de ferro forjat amb motius tetralobulats i algunes obertures de la planta baixa presenten reixes també de ferro forjat.
La façana lateral presenta, al centre, reforços d'obra vista a mode de cantoneres que reforcen la construcció de la torratxa. Entre aquestes, una alta obertura rematada per un arc de mig punt fet de maó disposat a plec de llibre, dona verticalitat a l'edifici.
La façana posterior, d'obra vista combinada amb franges de pedra, presenta una galeria a tot el pis superior i un alt portal rematat per un arc de mig punt fet de maó disposat a plec de llibre.
La coberta del cos que dona a la façana principal, de teula àrab, està sostinguda per mènsules de maó vist i està rematada per cantonades esglaonades a diferents nivells. La torratxa, element que corona l'edifici, té una coberta, de teula àrab, amb volada amb permòdols de fusta i de ceràmica. Tant la torratxa com els pilars sobre els quals recolza són d'obra vista, pilars que corresponen a una galeria.
Les escales principals i les d'accés des de la plaça, la cornisa i els pilars del tancament exterior estan decorats amb rajoles amb motius triangulars blancs i blaus.

## Història
Es tracta d'un solar que havia estat ocupat per part de les antigues casetes amb hort dels capellans vinculats a la comunitat de monges clarisses que regenten i tenen la propietat del Museu del Monestir de Pedralbes.
Vicenç Artigas fou al mateix temps propietari i arquitecte de la casa.